# Municipio de Cono
El municipio de Cono (en inglés: Cono Township) es un municipio ubicado en el condado de Buchanan en el estado estadounidense de Iowa. En el año 2010 tenía una población de 444 habitantes y una densidad poblacional de 4,77 personas por km².

## Geografía
El municipio de Cono se encuentra ubicado en las coordenadas 42°19′36″N 91°46′00″O / 42.32667, -91.76667. Según la Oficina del Censo de los Estados Unidos, el municipio tiene una superficie total de 92.99 km², de la cual 91,73 km² corresponden a tierra firme y (1,35 %) 1,26 km² es agua.

## Demografía
Según el censo de 2010, había 444 personas residiendo en el municipio de Cono. La densidad de población era de 4,77 hab./km². De los 444 habitantes, el municipio de Cono estaba compuesto por el 95,05 % blancos, el 0,68 % eran afroamericanos, el 4,28 % eran asiáticos. Del total de la población el 0,9 % eran hispanos o latinos de cualquier raza.